# Dávid (kereskedő)
Dávid (15. század – 16. század) kereskedő.
Nagykereskedő volt Budán II. Lajos idejében és a királyi udvar szállítója. A királyi pénztár hitelre vásárolt nála és a számlákat az ő üzleti könyvei szerint rendezte. Ezekről az elszámolásokról egykorú számadás maradt fenn. A fennmaradt számadások kiemelkedő történelmi, illetve gazdaságtörténeti forrásértékkel bírnak, mivel általuk betekintést nyerhetünk a 16. század eleji királyi udvar mindennapjaiba, illetve a kor piaci viszonyaiba (fennmaradtak az egyes tételek, élelmiszerek stb. árai, a korabeli mértékegységek nevei stb.).